# Rheinhöhenweg

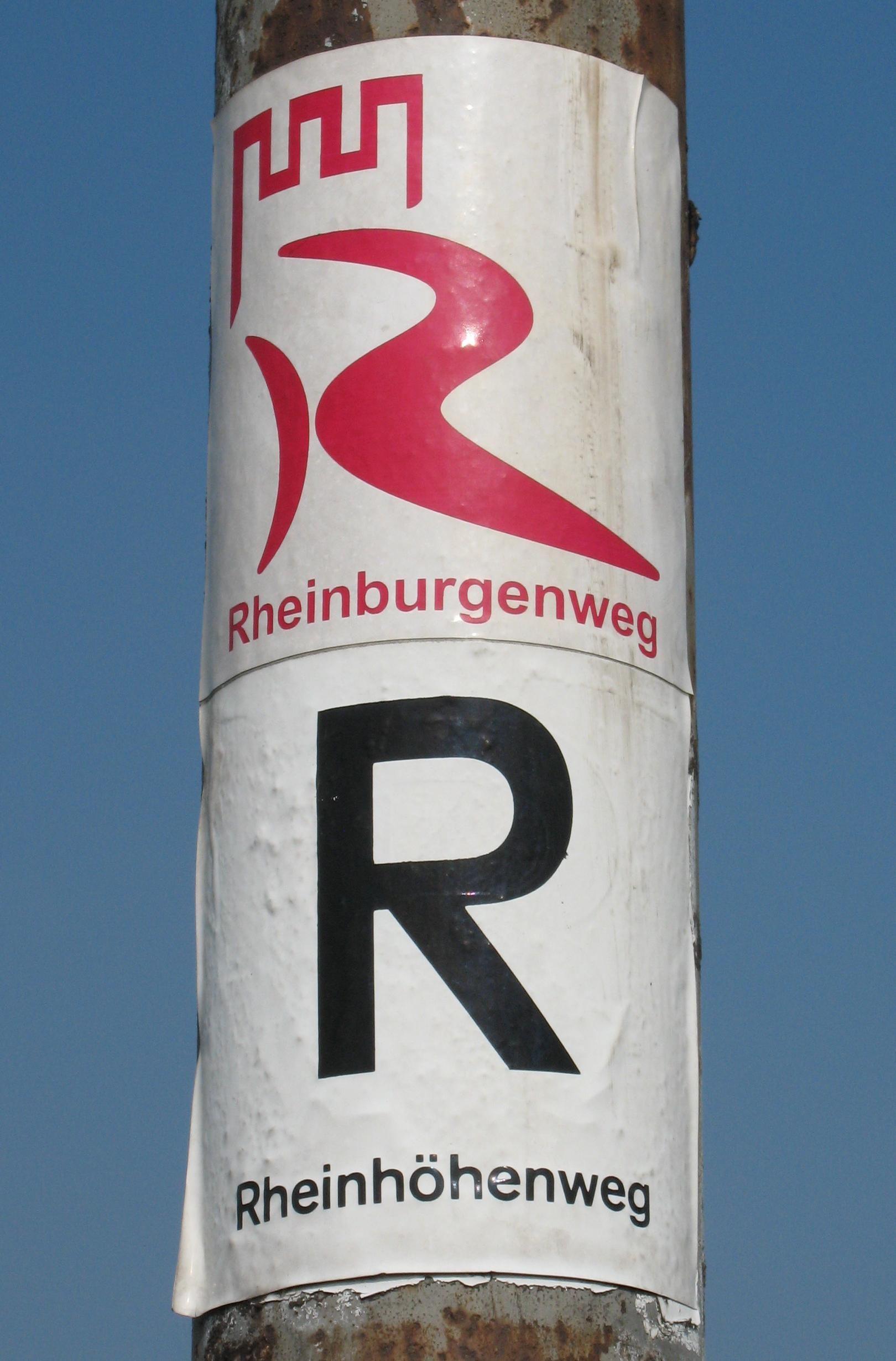
Rheinburgenweg und Rheinhöhenweg in Brohl-Lützing

Der Rheinhöhenweg ist ein Wanderweg entlang den Höhen an beiden Seiten des Rheintals.

## Verlauf
Der Höhenweg mit einer Gesamtlänge von 530 Kilometern führt von Bonn an beiden Flussseiten entlang des Mittelrheins zum Oberrhein.
Linksrheinisch verläuft der Weg mit einer Länge von 240 Kilometern über Andernach, Boppard, Bingen bis in das südlich von Mainz gelegene Alsheim. Rechtsrheinisch führt der Rheinhöhenweg mit einer Länge von 272 Kilometern von Bonn-Beuel über den Drachenfels im Siebengebirge, die Loreley und oberhalb des Rheingaus bis Wiesbaden. Zwischen Lorch und Wiesbaden verläuft der Weg über weite Strecken über den Taunushauptkamm auf einer Höhe von 400 bis 600 Metern.

### Kennzeichnung
Ausgezeichnet ist der Rheinhöhenweg durch ein schwarzes R auf weißem Grund (  R  ).

### Verbindungswege
Zwischen dem linksrheinischen und dem rechtsrheinischen Höhenweg bestehen mehrere Rheinhöhenverbindungswege (markiert durch  RV ).
Am Rheinhöhenweg liegen zahlreiche Burgen und Schlösser wie die Godesburg, Burg Lahneck, Schloss Stolzenfels, Burg Rheineck, Burg Rheinstein, Drachenburg.
Auf der Strecke Koblenz-Bingen durchquert der Rheinhöhenweg das UNESCO-Welterbe Oberes Mittelrheintal.